# Спекки, Алессандро
Алессандро Спекки (итал. Alessandro Specchi; род. 18 мая 1939, Милан) — итальянский пианист.
Окончил Флорентийскую консерваторию имени Луиджи Керубини, в дальнейшем совершенствовал своё мастерство под руководством Марии Типо, учился в Академии Киджи у Гвидо Агости и в Люцерне у Гезы Анды.
Как аккомпаниатор много работал со скрипачом Уто Уги, гастролируя с ним по всему миру, от Анкары до Буэнос-Айреса. Как ансамблист выступал в составе Трио имени Моцарта, в дуэте с Марией Типо записал альбомы произведений для двух пианистов Иоганнеса Брамса и Мориса Равеля (на втором из них первая запись «Фронтисписа», 1978). Участвовал также в записи камерных ансамблей Гаэтано Кортичелли.
С 1985 г. заведовал кафедрой фортепиано Флорентийской консерватории. Возглавлял Институт высшего музыкального образования имени Пьетро Масканьи в Ливорно.